# Hétéroclite
Hétéroclite était un magazine LGBT français gratuit, édité d'avril 2006 à juin 2023, à Lyon. 20 000 exemplaires étaient diffusés chaque premier mercredi du mois à Lyon, Saint-Étienne et Grenoble,.

## Historique
En avril 2006, trois associés lancent Hétéroclite à Lyon, puis la distribution s'étend à Saint-Étienne et Grenoble en 2007. Lors du numéro 53 publié en février 2011, Hétéroclite change de format et de maquette. En mai 2015, le magazine publie son 100e numéro. Il édite également « deux guides régionaux annuels : Oùt pour les sorties gays et lesbiennes, Tutu pour les sorties culturelles gender-friendly », ainsi que deux ouvrages : Braise-moi, et Lyon City Guide - Art urbain, consacré à l'art urbain à Lyon.
À l'été 2016, la présence du magazine dans un présentoir à l'Hôtel de Région Auvergne-Rhône-Alpes est dénoncée par la conseillère régionale Agnès Marion (Front national), qui interpelle à ce sujet le président de Région, Laurent Wauquiez (Les Républicains).
Après une interruption de plusieurs mois en 2020-2021 liée à la crise du Covid, Hétéroclite change de périodicité à la rentrée de septembre 2021 : de mensuel, il devient bimestriel.
En novembre 2022, Hétéroclite créé le premier festival littéraire LGBT+ et féministe de Lyon, au Palais de la Bourse. Le pays invité de cette première édition est l'Italie,.
Le titre disparaît en juin 2023, après 17 ans d'existence, ses dirigeants évoquant « la crise engendrée par le Covid, les difficultés économiques qui frappent le milieu de la presse en général et les coupes budgétaires qui affectent les acteurs culturels régionaux – nos premiers partenaires et annonceurs »,.

## Ligne éditoriale
Pour L'Obs, « "mensuel gay et lesbien mais pas que", Hétéroclite s’adresse à tout le monde. Soigné, exigeant et informé, il vise les urbains intéressés par l’actualité culturelle locale à la recherche d’une information inédite et décalée au même titre que les homos en quête d’une lecture identitaire et d’une information ciblée ».
Selon Slate, il « se définit éditorialement comme une publication grand public, que chacun·e peut lire, quelle que soit son orientation sexuelle ».
Pour Rue89 Lyon, « il s’agit d’un mensuel lyonnais (partenaire de Rue89Lyon), qui se qualifie de « gay mais pas que », scannant les propositions culturelles de l’agglo avec goût et décortiquant les sujets d’actualité sur, entre autres, les questions de genre, LGBT, queer, nouvelles ou fondatrices ».
Il s'agit d'un journal dont l'objectif est de parler de la communauté LGBT mais aussi d'encourager la tolérance sexuelle, ce qu'indique son sous-titre : « Mensuel gratuit gay mais pas que... ». Le contenu est à la fois engagé et informatif. Le journal est composé de trois grands axes : « actualités et société », « culture » et « vie gay et lesbienne ». Ainsi, les rubriques et sujets sont variées : culture, revue de presse, dossiers thématiques, adresses, etc.
Le magazine publie principalement des actualités de la région Rhône-Alpes.